# Comunidad de Budismo Comprometido de Plum Village
Comunidad de Budismo Comprometido de Plum Village (anteriormente Iglesia Budista Unificada) y su organización hermana francesa, la Congregación  Bouddhique Zen Village des Pruniers, son los órganos de gobierno de los monasterios, y las organizaciones establecidas por el monje budista zen Thich Nhat Hanh. El nombre Iglesia Budista Unificada, que se originó en Vietnam, tenía la intención de significar que esta tradición practica abrazar todas las enseñanzas del Buda, ya sea que pertenezcan a la corriente Mahāyāna o Theravāda.
La organización representa a Thich Nhat Hanh y su sangha en Estados Unidos. Plum Village Community of Engaged Buddhism Inc. es el organismo rector de Parallax Press (Berkeley, California), Deer Park Monastery (Escondido, California), Blue Cliff Monastery (Pine Bush, Nueva York), Magnolia Grove Monastery (Batesville, Misisipi), La Fundación Thich Nhat Hanh (Escondido, California) y la Comunidad de Vida Consciente. Otras iniciativas del CBCPV incluyen Wake Up, y Wake Up Schools.

## Historia
El 31 de diciembre de 1963, la Asamblea General del Budismo Unificado de Vietnam llegó a una resolución para unificar a todas las congregaciones budistas como una sola congregación llamada Iglesia Budista Unificada de Vietnam (UBCVN), realizando así un deseo abrazado por los creyentes budistas durante casi cincuenta años. En 1969, el monje budista vietnamita Thich Nhat Hanh fue nominado por la UBCVN como presidente de la Delegación de Paz Budista Vietnamita para los Acuerdos de Paz de París. Nhat Hanh registró a la Eglise Bouddhique Unifiée du Vietnam (Iglesia Budista Unificada de Vietnam) como la organización para representar la voz budista en el proceso de paz en Francia. La Eglise Bouddhique Unifiée du Vietnam continuó sirviendo como entidad legal para el trabajo de Nhat Hanh después del final de la guerra. A medida que las enseñanzas de Nhat Hanh se hicieron más conocidas internacionalmente, especialmente en Estados Unidos, una organización separada pero relacionada se estableció en Vermont como la Iglesia Budista Unificada, Inc., en 1998.
A través de la Iglesia Budista Unificada, Nhat Hanh estableció la comunidad Sweet Potatoe en 1975, que luego se convirtió en el Monasterio de Plum Village en 1982, el Templo de la Nube del Dharma y el Templo del Néctar del Dharma en 1988; y el Templo Adorno de la bondad amorosa en 1995. La sangha (o comunidad budista) de Thich Nhat Hanh en Francia generalmente se conoce como la «Sangha de Plum Village». Una comunidad no sectaria de unos 200 monjes, monjas y practicantes laicos residentes vive permanentemente en Plum Village, mientras que sus visitantes anuales suman unos 8000.
En 2017, la Junta Directiva de la Iglesia Budista Unificada decidió actualizar el nombre para reflejar y representar mejor a la comunidad de Plum Village. Desde la fundación de Plum Village en Francia, el nombre de Plum Village se ha asociado ampliamente con Nhat Hanh y su Sangha, y se ha referido al budismo comprometido como el tipo de budismo que practica la comunidad de Plum Village. De ahí el nuevo nombre, Plum Village Community of Engaged Buddhism, Inc. (PVCEB), para la organización estadounidense. Es una organización sin fines de lucro.